# Зимівка
Зимівка — річка в Україні, в Малинському районі Житомирської області. Права притока Глиника (басейн Дніпра).

## Опис
Довжина річки приблизно 5,7 км.

## Розташування
Бере початок на північно-східній околиці Новобратського. Тече переважно на південний схід і на заході від Крушників впадає у річку Глиник, ліву притоку Ірши.